# Хохштеттер, Кристиан Фердинанд Фридрих
Кристиан Фердинанд Фридрих Хохштеттер (нем. Christian Ferdinand Friedrich Hochstetter, 16 февраля 1787 — 20 февраля 1860) — немецкий ботаник и миколог.

## Биография
Кристиан Фердинанд Фридрих Хохштеттер родился в Штутгарте 16 февраля 1787 года.
В 1807 году он получил степень магистра. Хохштеттер внёс значительный вклад в ботанику, описав множество видов растений.
Кристиан Фердинанд Фридрих Хохштеттер умер в Ройтлингене 20 февраля 1860 года.

## Научная деятельность
Кристиан Фердинанд Фридрих Хохштеттер специализировался на папоротниковидных, водорослях, семенных растениях и в микологии.

## Научные работы
- Enumeratio plantarum Germaniae Helvetiaeque indigenarum. 1826 (zusammen mit Ernst Gottlieb von Steudel)
- Naturgeschichte des Pflanzenreiches in Bildern. 1865; dies ist die 2. Auflage des Teiles über das Pflanzenreich aus dem Werk „Lehrbuch der Naturgeschichte“ von Gotthilf Heinrich von Schubert.